# Annie Parisse
Anne Marie Cancelmi, känd som Annie Parisse, född 31 juli 1975 i Anchorage, Alaska, är en amerikansk skådespelare mest känd för rollen som Alexandra Borgia i TV-serien I lagens namn som hon spelade 2005–2006.
Parisse studerade vid Fordham University i New York.
År 2012 har Parisse spelat i Broadwaypjäsen Clybourne Park. Tillsammans med maken Paul Sparks har hon en son.

## Filmografi i urval
- 2002 – Tredje skiftet (TV-serie) (2 avsnitt)
- 2003 – Hur man blir av med en kille på 10 dagar
- 2005 – Monster till svärmor
- 2004 – National Treasure
- 2004 – Vänner (TV-serie) (1 avsnitt)
- 2005 – Nära & kära
- 2005–2006 – I lagens man (TV-serie) (33 avsnitt)
- 2008 – Definitely, Maybe
- 2010 – My Own Love Song
- 2010 – The Pacific (TV-serie) (2 avsnitt)
- 2011–2016 – Person of Interest (TV-serie) (8 avsnitt)
- 2012 – Lovligt byte
- 2012 – Price Check
- 2014 – Säg aldrig aldrig
- 2015 – House of Cards (TV-serie) (1 avsnitt)